# Bilyal Makhov
Bilyal Makhov, né le 20 septembre 1987 à Naltchik, est un lutteur russe, pratiquant la lutte libre et la lutte gréco-romaine.

## Biographie
Le 10 août 2012, il obtient la médaille de bronze aux Jeux olympiques de Londres en catégorie des moins de 120 kg. Cependant, l'ouzbek Artur Taymazov et le géorgien Davit Modzmanashvili, initialement médaillés d'or et d'argent, ont été disqualifiés pour dopage permettant à Bilyal Makhov de devenir champion olympique au côté de l'iranien Komeil Ghasemi.

## Palmarès

### Jeux olympiques
- Médaille d'or en lutte libre dans la catégorie des moins de 120 kg en 2012 à Londres

### Championnats du monde
- Médaille d'or en lutte libre dans la catégorie des moins de 120 kg en 2007 à Bakou
- Médaille d'or en lutte libre dans la catégorie des moins de 120 kg en 2009 à Herning
- Médaille d'or en lutte libre dans la catégorie des moins de 120 kg en 2010 à Moscou
- Médaille d'argent en lutte libre dans la catégorie des moins de 120 kg en 2011 à Istanbul
- Médaille de bronze en lutte gréco-romaine dans la catégorie des moins de 130 kg en 2015 à Las Vegas
- Médaille de bronze en lutte libre dans la catégorie des moins de 125 kg en 2015 à Las Vegas
- Médaille de bronze en lutte gréco-romaine dans la catégorie des moins de 130 kg en 2014 à Tachkent

### Championnats d'Europe
- Médaille d'or en lutte gréco-romaine dans la catégorie des moins de 120 kg en 2010 à Bakou